# Tsinuardi
Tsinuardi (urart. Dṣi-nu-ia-ar-di) – bogini Urartu, siódme co do ważności bóstwo panteonu urartyjskiego. Zgodnie z napisami na urartyjskich tabliczkach glinianych ofiarę dla Tsinuardi stanowiły dwie owce. Tsinuardi odpowiadała prawdopodobnie mezopotamskiej bogini Isztar, ponieważ wiele elementów religii urartyjskiej zostało zapożyczonych od południowego sąsiada Urartu.